# 何家駒 (清朝進士)
何家駒（1789年—？），字仲千，號春榖，安徽廬江人，清朝政治人物，同進士出身。

## 生平
何家駒爲嘉慶年間舉人。道光十三年（1833年）成癸巳科三甲進士。歷任山東博山、章邱、蓬萊知縣。升東昌府同知，曾典山東鄉試，任同考官。子何維翰，字望瀛，號萊峰，貢生，官至宜昌府同知。